# Lišane Tinjske
Lišane Tinjske falu Horvátországban Zára megyében. Közigazgatásilag Benkovachoz tartozik.

## Fekvése
Zárától légvonalban 22, közúton 30 km-re délnyugatra, községközpontjától 14 km-re nyugatra, Dalmácia északi részén, Ravni kotari tájegységen fekszik.

## Története
A falu 1797-ig a Velencei Köztársaság része volt. Miután a francia seregek felszámolták a Velencei Köztársaságot a campo formiói béke értelmében osztrák csapatok szállták meg. 1806-ban a pozsonyi béke alapján az Első Francia Császárság Illír Tartományának része lett. 1815-ben a bécsi kongresszus újra Ausztriának adta, amely a Dalmát Királyság részeként Zárából igazgatta 1918-ig. A településnek 1857-ben 223, 1910-ben 273 lakosa volt. Az első világháború után előbb a Szerb-Horvát-Szlovén Királyság, majd Jugoszlávia része lett. A II. világháború idején 1941-ben a szomszédos településekkel együtt Olaszország fennhatósága alá került. Az 1943. szeptemberi olasz kapituláció és német megszállás után újra Jugoszlávia része lett. 1991-ben lakosságának 94 százaléka szerb, 5 százaléka horvát nemzetiségű volt. 1991-ben a település szerb igazgatás alá került és a Krajinai Szerb Köztársaság része lett. 1995 augusztuságban a Vihar hadművelet során foglalta vissza a horvát hadsereg. Szerb lakossága elmenekült. A falunak 2011-ben 97 lakosa volt, akik főként mezőgazdasággal és állattartással foglalkoztak.

## Lakosság
| Lakosság változása | Lakosság változása | Lakosság változása | Lakosság változása | Lakosság változása | Lakosság változása | Lakosság változása | Lakosság változása | Lakosság változása | Lakosság változása | Lakosság változása | Lakosság változása | Lakosság változása | Lakosság változása | Lakosság változása | Lakosság változása |
| ------------------ | ------------------ | ------------------ | ------------------ | ------------------ | ------------------ | ------------------ | ------------------ | ------------------ | ------------------ | ------------------ | ------------------ | ------------------ | ------------------ | ------------------ | ------------------ |
| 1857               | 1869               | 1880               | 1890               | 1900               | 1910               | 1921               | 1931               | 1948               | 1953               | 1961               | 1971               | 1981               | 1991               | 2001               | 2011               |
| 223                | 0                  | 229                | 182                | 218                | 273                | 310                | 305                | 397                | 443                | 489                | 440                | 393                | 375                | 15                 | 97                 |

## Nevezetességei
A Szentháromság tiszteletére szentelt szerb pravoszláv temploma 1854-ben épült. Kőből épített egyhajós épület, félköríves apszissal, homlokzatán rózsaablakkal, felette pengefalú harangtoronnyal, benne két haranggal.